# Гусаченко Микола Никифорович
Мико́ла Ники́форович Гусаче́нко (нар. 9 травня 1893, Корсунь-Шевченківський, Російська імперія — пом. 10 липня 1984, СРСР) — радянський художник та педагог українського походження, Заслужений працівник культури РРФСР (1974), Заслужений діяч мистецтв Кабардино-Балкарської АРСР (1960).

## Життєпис
Народився 9 травня 1893 року в Корсуні. З 1922 року — постійний учасник всеукраїнських художніх виставок. Член та експонент Асоціації художників Червоної України (1926—1929) та Всеукраїнського художнього об'єднання (1929—1931). У 1927 році закінчив Київський художній інститут, а за три роки почав брати участь у республіканських виставках. Працював пейзажистом, писав картини з радянського побуту, часто виїжджав у творчі відрядження.
Керував першою студією образотворчих мистецтв у Палаці піонерів у Нальчику. Був вчителем Заслуженого художника КБАРСР Анатолія Сундукова та відомого кабардино-балкарського скульптора Михайла Тхакумашева. З 1945 року — член Союзу художників Росії.
Роботи художника знаходяться в багатьох музейних зібраннях Росії.

## Персональні виставки
- Музей образотворчих мистецтв Нальчика (1953, 1963, 1977, 1986)
- Виставкові зали Києва (1973, 1977)

## Відзнаки
- Заслужений працівник культури РРФСР (1974)
- Заслужений діяч мистецтв Кабардино-Балкарської АРСР (1960)